# Sphacanthus
Sphacanthus är ett släkte av akantusväxter. Sphacanthus ingår i familjen akantusväxter.
Kladogram enligt Catalogue of Life:
| Sphacanthus | \| \| Sphacanthus brillantaisia \| \| \| \| \| \| Sphacanthus humbertii \| \| \| \| |
|             | \| \| Sphacanthus brillantaisia \| \| \| \| \| \| Sphacanthus humbertii \| \| \| \| |
|             | Sphacanthus brillantaisia                                                           |
|             |                                                                                     |
|             | Sphacanthus humbertii                                                               |
|             |                                                                                     |